# Saint-Georges-de-Chesné
Saint-Georges-de-Chesné korábbi község Franciaországban, Ille-et-Vilaine megyében. Lakosainak száma 708 fő (2018. január 1.). Saint-Georges-de-Chesné Vendel, Billé, Combourtillé, Livré-sur-Changeon, Mecé, Saint-Jean-sur-Couesnon és Saint-Aubin-du-Cormier községekkel határos.
2019. január 1-jén további három korábbi községgel egyesült és az így létrejött Rives-du-Couesnon új község része lett.

## Népesség
A település népessége az elmúlt években az alábbi módon változott:
| Lakosok száma | 457  | 417  | 410  | 386  | 514  | 615  | 667  | 729  | 714  | 708  |
|               | 1968 | 1975 | 1982 | 1999 | 2006 | 2011 | 2013 | 2016 | 2017 | 2018 |